# Delia angustaeformis
Delia angustaeformis är en tvåvingeart som först beskrevs av Ringdahl 1933.  Delia angustaeformis ingår i släktet Delia och familjen blomsterflugor. Arten har ej påträffats i Sverige. Inga underarter finns listade i Catalogue of Life.